# Heather Simmons-Carrasco
Heather Lee Simmons-Carrasco (Mountain View, 25 de maio de 1970) é uma ex-nadadora sincronizada estadunidense, campeã olímpica.

## Carreira
Heather Simmons-Carrasco representou seu país nos Jogos Olímpicos de 1996, ganhando a medalha de ouro por equipes. 